# Àlex Brendemühl
Àlex Brendemühl Gubern (Barcelona, 27 november 1972) is een Spaans-Duits acteur. In 2013 kreeg hij de Premio Sur voor beste acteur voor zijn vertolking van Josef Mengele in de Argentijnse film Wakolda.

## Filmografie (selectie)
- 2003 - En la ciudad
- 2009 - El cónsul de Sodoma
- 2010 - La mosquitera
- 2013 - Wakolda
- 2015 - Ma ma
- 2015 - Truman
- 2016 - Mal de pierres
- 2017 - Django
- 2018 - Transit
- 2018 - Petra
- 2019 - Madre
- 2019 - El silencio de la ciudad blanca
- 2020 - Akelarre

- Biblioteca Nacional de España: XX1501788
- Bibliothèque nationale de France: cb15681911x (data)
- Gemeinsame Normdatei: 1015902383
- International Standard Name Identifier: 0000 0001 1645 8102
- Library of Congress Control Number: no2005036755
- Nationale Bibliotheek van Israël: 987007587973805171
- Nederlandse Thesaurus van Auteursnamen: 310387221
- Système universitaire de documentation: 171910605
- Virtual International Authority File: 54475747
- WorldCat: E39PBJmxQMtDRyBHr7wyYv78md